# 20 يناير
- السبت
- الأحد
- الاثنين
- الثلاثاء
- الأربعاء
- الخميس
- الجمعة

- 2827 جمادى الآخرة 1446  هـ
- 2928 جمادى الآخرة 1446  هـ
- 3029 جمادى الآخرة 1446  هـ
- 3130 جمادى الآخرة 1446  هـ
- 11 رجب 1446  هـ
- 22 رجب 1446  هـ
- 33 رجب 1446  هـ
- 44 رجب 1446  هـ
- 55 رجب 1446  هـ
- 66 رجب 1446  هـ
- 77 رجب 1446  هـ
- 88 رجب 1446  هـ
- 99 رجب 1446  هـ
- 1010 رجب 1446  هـ
- 1111 رجب 1446  هـ
- 1212 رجب 1446  هـ
- 1313 رجب 1446  هـ
- 1414 رجب 1446  هـ
- 1515 رجب 1446  هـ
- 1616 رجب 1446  هـ
- 1717 رجب 1446  هـ
- 1818 رجب 1446  هـ
- 1919 رجب 1446  هـ
- 2020 رجب 1446  هـ
- 2121 رجب 1446  هـ
- 2222 رجب 1446  هـ
- 2323 رجب 1446  هـ
- 2424 رجب 1446  هـ
- 2525 رجب 1446  هـ
- 2626 رجب 1446  هـ
- 2727 رجب 1446  هـ
- 2828 رجب 1446  هـ
- 2929 رجب 1446  هـ
- 3030 رجب 1446  هـ
- 311 شعبان 1446  هـ

20 يناير أو 20 كانون الثاني أو يوم 20 \ 1 (اليوم العشرون من الشهر الأوَّل) هو اليوم العشرون (20) من السنة وفقًا للتقويم الميلادي الغربي (الغريغوري). يبقى بعده 345 يومًا لانتهاء السنة، أو 346 يومًا في السنوات الكبيسة.

## أحداث
- 1523 - كريستيان الثاني يُجبر على التنازل عن عرشه كملك للدنمارك والنرويج.
- 1872 - القوات الفرنسية بالجزائر تعتقل المجاهد أحمد بومرزاق بعد قيادته لثورة ضد الاحتلال الفرنسي، وثم تحكم عليه بالإعدام.
- 1938 - الملك فاروق ملك مصر يتزوج من صافيناز ذو الفقار والتي أصبحت تلقب بالملكة فريدة.
- 1941 - بداية الاحتلال الإيطالي لإرتريا.
- 1944 - الطيران الحربي الملكي البريطاني يلقي 2300 طن من القنابل على برلين أثناء الحرب العالمية الثانية.
- 1945 - إعادة تنصيب الرئيس الأمريكي فرانكلين روزفلت رئيسًا لفترة رئاسية رابعة، وهو الرئيس الوحيد الذي تولى الحكم ثلاث فترات رئاسية كامله ودخل بفترة رئاسية رابعة.
- 1953 - دوايت أيزنهاور يتولى رئاسة الولايات المتحدة.
- 1961 - جون كينيدي يتولى رئاسة الولايات المتحدة.
- 1962 - أمير دولة الكويت الشيخ عبد الله السالم الصباح يفتتح أولى جلسات المجلس التأسيسي المنتخب والمكلف بوضع دستور للدولة.
- 1969 - ريتشارد نيكسون يتولى رئاسة الولايات المتحدة.
- 1970 - زلزال في هوكايدو باليابان بقوة 6.4 على مقياس ريختر يؤدي إلى مقتل شخص وإصابة 38 ووقوع أضرار طفيفة في الممتلكات.
- 1977 - جيمي كارتر يتولى رئاسة الولايات المتحدة.
- 1981 -
  - إيران تفرج عن رهائن السفارة الأمريكية بعد 444 يوم من الإحتجاز وذلك في يوم تنصيب الرئيس رونالد ريغان رئيسًا للولايات المتحدة.
  - رونالد ريغان يتولى رئاسة الولايات المتحدة.
- 1983 - تشكيل حركة متطرفة في إسرائيل والولايات المتحدة مهمتها إعادة بناء جبل الهيكل في موقع المسجد الأقصى تحت اسم كيرن هارهبيت.
- 1987 - الكنيسة الأنجليكانية في بريطانيا تعلن عن اختطاف مبعوثها إلى بيروت تيري وايت.
- 1989 - جورج بوش الأب يتولى رئاسة الولايات المتحدة.
- 1993 -
  - عقد لقاء سري بين رئيس الدائرة الاقتصادية في منظمة التحرير الفلسطينية أحمد قريع والباحث الإسرائيلي يائير هيرشفيلد في النرويج وذلك في إطار سلسلة من الاجتماعات السرية التي أدت توقيع اتفاق اوسلو.
  - بيل كلينتون يتولى رئاسة الولايات المتحدة.
- 1996 - انتخاب رئيس منظمة التحرير الفلسطينية ياسر عرفات رئيسًا للسلطة الوطنية الفلسطينية.
- 2001 -
  - ثورة شعبية في الفلبين تطيح بالرئيس جوزيف استرادا وتؤدي إلى سجنه.
  - جورج دبليو بوش يتولى رئاسة الولايات المتحدة.
- 2006 - وقوع هزتين أرضيتين في أندونيسيا، الأولى قدرت بقوة 5.1 على مقياس ريختر، والثانية بلغت قوتها 5.0 على مقياس ريختر.
- 2007 - السيناتور هيلاري كلينتون تعلن نيتها خوض انتخابات الرئاسة الأمريكية لعام 2008 ممثلة عن الحزب الديموقراطي.
- 2009 - باراك أوباما يتولى رئاسة الولايات المتحدة ليكون أول أمريكي من أصول أفريقية يتولى هذا المنصب.
- 2015 - الحُوثيّون يُحكمون السيطرة على دار الرئاسة والقصر الجمهوري في صنعاء باليمن.
- 2016 -
  - عُلماء من معهد كاليفورنيا للتقنية يُعلنون اكتشافهم دليلًا عن وُجود كوكبٍ تاسعٍ افتراضيّ ضمن المجموعة الشمسيَّة تبلغ كُتلته حوالي عشرة أمثال كُتلة الأرض.
  - مُسلَّح يفتح النار على طُلَّاب ومُوظفين في جامعة باشا خان في باكستان ويقتل أكثر من 20 شخصًا.
- 2017 -
  - الرئيس الغاني المنتهية ولايته يحيى جامع يقرر مغادرة البلاد وتسليم السلطة للرئيس المنتخب آداما بارو، وبذلك ينتهي التدخل العسكري في غامبيا بطريقة سلمية.
  - نهاية رئاسة باراك أوباما ونائبه جو بايدن وتنصيب دونالد ترامب ومايك بنس كرئيس ونائب رئيس الولايات المتحدة على التوالي.
- 2018 -
  - تعطيل الحكومة الفيدرالية الأمريكية بعد فشل مجلس الشيوخ الأمريكي في تمرير مشروع قانون تمويل مؤقت.
  - الحُكومة التُركيَّة تُعلن انطلاق عملية غصن الزيتون العسكريَّة في عفرين ضد قوات سوريا الديمقراطية.
- 2019 - انعقاد القمة الاقتصادية العربية في بيروت.
- 2022 - فوز حزب العمال في باربادوس برئاسة ميا موتلي بكل المقاعد في الانتخابات العامة، وهي أول انتخابات بعد التحول إلى النظام الجمهوري.

## مواليد
- 1029 - ألب أرسلان، سلطان سلجوقي.
- 1775 - أندريه ماري أمبير، عالم فيزياء ورياضيات فرنسي.
- 1868 - محمد فريد، زعيم مصري.
- 1873 - يوهانس فلهلم ينسن، أديب دنماركي حاصل على جائزة نوبل في الأدب عام 1944.
- 1877 - أحمد محرم، شاعر مصري.
- 1899 - كينجيرو تاكاياناغي، مخترع ياباني اخترع أول تلفاز في اليابان.
- 1900 - كولين كلايف، ممثل بريطاني.
- 1910 -
  - سلطانة يوسف، مغنية عراقية.
  - علال الفاسي، سياسي مغربي.
- 1914 - مفيدة عبد الرحمن، محامية مصرية أول امرأة في الوطن العربي تمارس المحاماة.
- 1920 محمد صديق المنشاوي قارئ قرآن كريم
- 1930 - بز ألدرن، رائد فضاء أمريكي.
- 1931 - دافيد لي، عالم فيزياء أمريكي حاصل على جائزة نوبل في الفيزياء عام 1996.
- 1934 - لؤي كيالي، فنان تشكيلي سوري.
- 1939 - عبد الله النسور، رئيس وزراء الأردن.
- 1945 -
  - ليلى عز العرب، ممثلة مصرية.
  - محمد جابر، ممثل كويتي.
- 1946 - ديفيد لينش، ممثل أمريكي.
- 1961 - محمود عبد الغفار، ممثل مصري.
- 1973 - الأميرة ماتيلد دوقة برابانت، زوجة ولي عهد بلجيكا الأمير فيليب دوق برابانت.
- 1981 - أوين هارغريفز، لاعب كرة قدم إنجليزي.
- 1983 - ماري ياغوشي، مغنية وممثلة يابانية.
- 1985 - مارينا إينوي، ممثلة أداء صوتي يابانية.
- 1986 - إبراهيم شهاب، لاعب كرة قدم كويتي.

## وفيات
- 820 - الإمام الشافعي، مؤسس المذهب الشافعي.
- 1156 - هنريك، قديس وأسقف إنجليزي فنلندي.
- 1612 - الإمبراطور رودولف الثاني، إمبراطور الإمبراطورية الرومانية المقدسة.
- 1936 - الملك جورج الخامس، ملك المملكة المتحدة.
- 1971 - إستر شطاح، ممثلة سورية تعمل في مصر.
- 1983 - غارينشيا، لاعب كرة قدم برازيلي.
- 1988
  - عبد الغفار خان، سياسي أفغاني.
  - جلال الدين الحمامصي، صحفي مصري.
- 1992 - محمد عبد الخالق حسونة، أمين عام جامعة الدول العربية الثاني.
- 1993 - أودري هيبورن، ممثلة بريطانية.
- 1994 - مات بسبي، لاعب ومدرب كرة قدم اسكتلندي.
- 2008 - سعاد مكاوي، مغنية مصرية.
- 2009 - حسين علي محفوظ، أديب ومؤرخ عراقي.
- 2011 - رينولدز برايس، كاتب وشاعر أمريكي.
- 2024 - عباس الجراري، سياسي ومؤرخ مغربي.
- 2025 - ميمي الشربيني، لاعب كرة قدم سابق ومعلق رياضي مصري.

## أعياد ومناسبات
- يوم القسم الرئاسي في الولايات المتحدة (كل أربع سنوات).
- أول أيام برج الدلو.

## وصلات خارجية
- وكالة الأنباء القطريَّة: حدث في مثل هذا اليوم.
- النيويورك تايمز: حدث في مثل هذا اليوم.
- BBC: حدث في مثل هذا اليوم.